# 34482 Jessikirchner
34482 Jessikirchner è un asteroide della fascia principale. Scoperto nel 2000, presenta un'orbita caratterizzata da un semiasse maggiore pari a 3,1522128 au e da un'eccentricità di 0,0780102, inclinata di 3,84596° rispetto all'eclittica.